# Cañaica del Calar
La Cañaica del Calar est un groupe d'abris sous roche contenant des peintures rupestres située sur le territoire de la ville de Moratalla dans la région de Murcie,.
Cet ensemble d'abris sous roche abrite des peintures rupestres de thèmes variés de l'art levantin, d'Art schématique ibérique et de gravures, faisant partie de l'ensemble de l'Art rupestre du bassin méditerranéen de la péninsule Ibérique déclaré patrimoine mondial par l'UNESCO en 1998 (réf. 874-...).

## Description
La plupart des peintures se trouvent dans un ravin très escarpé et profond, long d'environ 2 km. Au total il y a 7 grottes, regroupées en 4 cavités : Cañaica del Calar I, II, III et IV. Ils sont situés au milieu du ravin, à proximité du petit village de Calar de la Santa. Ces abris ont été découverts en 1967, lors de l'ouverture d'une carrière à proximité.
Les peintures de La Cañica del Calar ont été étudiées par les professeurs Walter et Carbonell. Ils sont actuellement considérés comme l'un des ensembles picturaux les plus importants de la région de Murcie. A proximité de ces abris rupestres se trouvent d'autres, comme ceux de la Fuente del Sabuco et l' Abrigo de la Ventana découvert en 1967. Il y a aussi un village énéolithique, également à proximité.
- Abri I : Les motifs sont situés sur la paroi arrière de la cavité et sur le côté droit de celle-ci : y sont dessinées deux hirondelles, l'une en rouge et l'autre en noir.
- Abri II : Les peintures sont situées sur la paroi arrière de la grotte, occupant la zone centrale de celle-ci. Dans cet abri se trouvent plus de 40 figures de quadrupèdes, principalement des capridés et des cerfs.
- Abri III : Les pictogrammes sont répartis en quatre panneaux différents, chacun correspondant à une concavité plus petite à l'intérieur du grand abri. La majorité de l'ensemble est constituée de motifs en pointillés.
- Abri IV : Les peintures sont situées dans la partie centrale de l'abri, avec des restes de traits verticaux, curvilignes et circulaires[5].